# Liste des chaires du Muséum national d'histoire naturelle
Le décret du 10 juin 1793 de la Convention nationale transforme le Jardin du roi en Muséum national d'histoire naturelle. Depuis les débuts du XVIIIe siècle le Jardin du roi était déjà pleinement une institution de recherche et d'enseignement d'histoire naturelle. Il était dirigé par un « intendant » mandaté par le roi et était divisé en un certain nombre de chaires chacune d'elles tenue par un enseignant-chercheur qui recevait le nom de « démonstrateur ». Le décret de 1793 qui fonde l'actuel Muséum augmente les chaires au nombre de douze et place un « professeur » à la tête de chacune d'elles. C'est l'assemblée des professeurs, par élection collégiale, qui nomme directeur du Muséum l'un des professeurs de l'institution, en remplaçant ainsi le poste d'intendant de l'ancien Jardin royal.

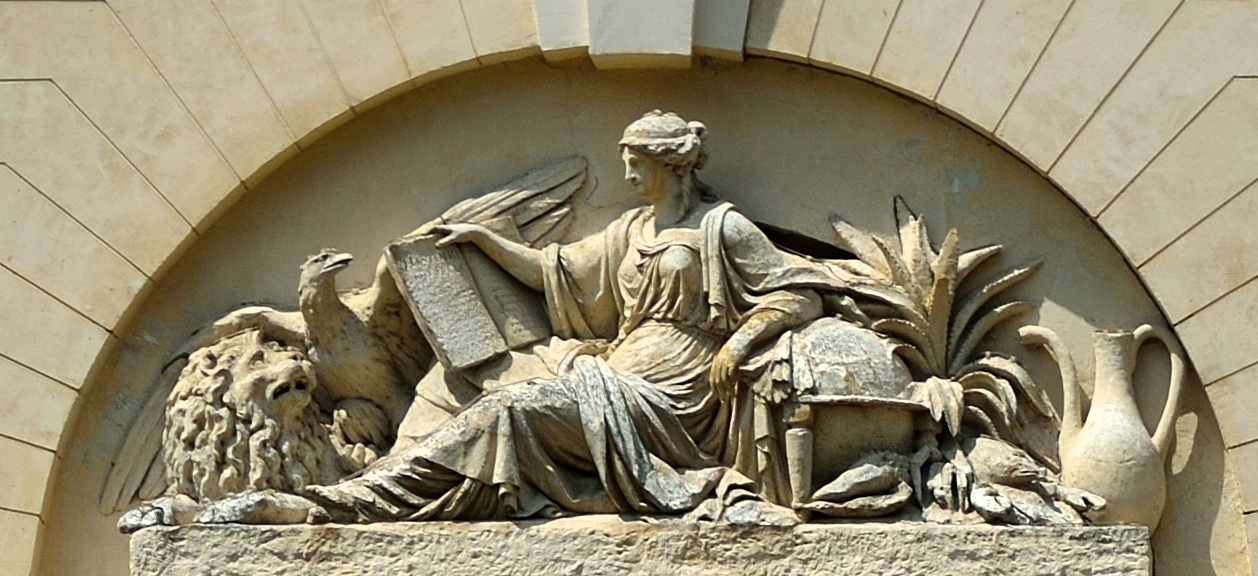
Allégorie de l'histoire naturelle, bas-relief du tympan surmontant le portail de l'amphithéâtre Verniquet érigé en 1788 sur instructions de Buffon.

## Création et histoire des chaires
Le 20 août 1790, un décret de l'Assemblée nationale demande aux démonstrateurs du Jardin du roi de rédiger un projet pour sa réorganisation. La première assemblée vote le départ de l'intendant du Jardin, le marquis de La Billarderie, et élit à l'unanimité Daubenton comme président. Il forme une commission comprenant Antoine-François Fourcroy, Bernard Lacépède et Antoine Portal. Celle-ci est chargée de rédiger le règlement de la nouvelle institution et d'en fixer le fonctionnement. Elle détermine aussi les missions du Muséum : instruire le public mais aussi de constituer des collections et de participer activement à la recherche scientifique. Le corps des professeurs et leur directeur, élu et renouvelé chaque année devant être le garant de l'indépendance de la recherche.
Mais le projet n'aboutit pas, l'Assemblée nationale ne donnant pas suite. En 1791, La Billarderie démissionne et est remplacé par Jacques-Henri Bernardin de Saint-Pierre. Ce n'est qu'en 1793 que Joseph Lakanal (1762-1845), apportant les collections du Prince de Condé rencontre Daubenton et découvre le projet de 1790. Lakanal le porte à l'Assemblée et, dès le lendemain 10 juin 1793, obtient le vote du décret établissant le Muséum, lui donnant ainsi une existence juridique propre.
Le poste d'intendant est alors remplacé par la fonction de directeur. L'ancienne hiérarchie, notamment en démonstrateurs et sous-démonstrateurs, est abolie. Douze postes de professeurs assurent, de façon égale et collégiale, l’administration du Muséum national d'histoire naturelle. Les enseignements sont répartis en douze chaires professorales : minéralogie (Louis Jean-Marie Daubenton) ; chimie générale (Antoine-François Fourcroy) ; arts chimiques (Antoine Louis Brongniart) ; deux chaires de botanique, dans le Muséum (René Desfontaines) et dans la campagne (Antoine-Laurent de Jussieu) ; agriculture et culture des jardins, des arbres fruitiers et des bois (André Thouin) ; histoire naturelle des quadrupèdes, cétacés, oiseaux, reptile et poissons (Étienne Geoffroy Saint-Hilaire) ; histoire naturelle des insectes, vers et animaux microscopiques (Jean-Baptiste Lamarck) ; anatomie humaine (Antoine Portal) ; anatomie des animaux (Jean-Claude Mertrud) ; géologie (Faujas de Saint-Fond) ; iconographie naturelle, ou arts de dessiner et peindre toutes les productions de la nature (Gérard van Spaendonck).
Au fil des années, le nombre de chaires et leur sujet de recherche et d'enseignement vont évoluer : certaines chaires sont subdivisées, d'autres regroupées, d'autres encore supprimées ou transformées en services du Muséum. Jusque dans les années 1985, l'unique instance exécutive du Muséum était l'Assemblée des professeurs titulaires des chaires, rendant compte au Ministère de l'Éducation nationale, puis également au Ministère de la Recherche et plus tard aussi à celui de l'Environnement. En mai 1968, une assemblée générale des personnels, chercheurs, techniciens et administratifs confondus, contesta l'exclusivité de l'Assemblée des professeurs comme organe décisionnel et proposa la création d'un « conseil représentatif » comptant également une assemblée des chercheurs et une troisième des techniciens et administratifs. Ce projet fut abandonné en septembre 1968 mais au fil des années et des réformes, la tutelle des ministères s'est accrue, et l'autorité de l'Assemblée des professeurs s'est réduite, au point d'en faire principalement un organe consultatif scientifique.
Le décret du 7 octobre 2001 met fin à l'existence des chaires du Muséum et distribue les collections et les personnes dans sept « départements de recherche » (« Écologie et gestion de la biodiversité », « Histoire de la Terre », « Hommes, natures et sociétés », « Milieux et peuplements aquatiques », « Préhistoire humaine », « Régulations, développement et diversité moléculaire » et « Systématique et évolution ») qui, en 2017, sont regroupés au sein des trois départements toujours en vigueur en 2022 :
- « Homme et environnement »,
- « Adaptations du vivant »,
- « Origines et évolution ».

Le Muséum reste un « grand établissement » dont les missions restent principalement la conservation de collections scientifiques, la diffusion de la culture scientifique dans les spécialités propres à l'établissement, la recherche et la formation à la recherche. Il est également un campus universitaire,. Aux XXe et XXIe siècles, l'établissement dispose d'un personnel d'environ 2200 personnes dont 200 enseignants supérieurs et formateurs, 600 chercheurs et 1400 médiateurs, techniciens de laboratoire et autres, administratifs, horticulteurs, soigneurs zootechniques, gardiens et personnels d'entretien,.

## Évolution et titulaires des chaires
- Anatomie des animaux
  - 1793 à 1802 : Jean-Claude Mertrud.
  - 1802 à 1832 : Georges Cuvier. Cette chaire est renommée alors en anatomie comparée.
    - Anatomie comparée
      - 1832 à 1850 : Henri-Marie Ducrotay de Blainville.
      - 1850 à 1855 : Louis Georges Duvernoy.
      - 1855 à 1868 : Étienne Serres.
      - 1868 à 1879 : Paul Gervais.
      - 1879 à 1894 : Georges Pouchet.
      - 1894 à 1902 : Henri Filhol.
      - 1903 à 1921 : Edmond Perrier.
      - 1922 à 1941 : Raoul Anthony.
      - 1942 : non attribuée.
      - 1943 à 1960 : Jacques Millot.
      - 1961 : non attribuée.
      - 1962 à 1984 : Jean Anthony.
      - Après 1984 et jusqu'au décret du 7 octobre 2001 : non attribuée.

- Anatomie humaine
  - 1793 à 1832 : Antoine Portal.
  - 1832 à 1838 : Pierre Flourens. Cette chaire est renommée alors en anatomie et histoire naturelle de l'Homme.
    - Anatomie et histoire naturelle de l'Homme
      - 1839 à 1855 : Étienne Serres. Cette chaire est alors renommée en anthropologie.
        - Anthropologie
          - 1855 à 1892 : Jean Louis Armand de Quatrefages de Bréau.
          - 1892 à 1908 : Ernest Hamy.
          - 1909 à 1927 : René Verneau.
          - 1928 à 1936 : Paul Rivet. Cette chaire est alors renommée en ethnologie des hommes actuels et des hommes fossiles, au moment de la création du Musée de l'Homme.
            - Ethnologie des hommes actuels et des hommes fossiles
              - 1937 à 1940 : Paul Rivet.
              - 1941 à 1944 : Henri Vallois.
              - 1945 à 1949 : Paul Rivet.
              - 1950 à 1959 : Henri Vallois.
              - 1960 à 1967 : Henri Vallois. Cette chaire est alors renommée en anthropologie et ethnologie.
                - Anthropologie et ethnologie
                  - 1968 à 1970 : Robert Gessain. Cette chaire est alors renommée en anthropologie.
                    - Anthropologie
                      - 1970 à 1979 : Robert Gessain.
                      - 1980 à 1983 : Yves Coppens.
                      - 1983  à 1987 : non attribuée. Cette chaire est alors renommée en anthropologie biologique.

                    - Anthropologie biologique 
                      - 1987 au décret du 7 octobre 2001 : André Langaney

- Physiologie comparée
  - 1837-1838 : Frédéric Cuvier
  - 1838-1867 : Pierre Flourens. Cette chaire est échangée avec la chaire de physiologie générale de la Faculté des sciences de Paris 
    - 1868-1879 : Claude Bernard

- Arts chimiques
  - 1779 à 1793 : Antoine-Louis Brongniart.
  - 1804 à 1830 : Louis-Nicolas Vauquelin.
  - 1830 à 1850 : Michel-Eugène Chevreul. Cette chaire est alors renommée en chimie appliquée aux corps organiques.
    - Chimie appliquée aux corps organiques
    - 1850 à 1889 : Michel-Eugène Chevreul.
      - 1890 à 1915 : Léon-Albert Arnaud.
      - 1915 à 1919 : non attribuée.
      - 1919 à 1925 : Louis-Jacques Simon.
      - 1926 à 1927 : non attribuée.
      - 1928 à 1936 : Richard Fosse. Cette chaire fusionne alors avec la chaire de physique végétale et devient la chaire de chimie organique et physique végétale.
        - Chimie organique et physique végétale
          - 1936 à 1940 : Richard Fosse.
          - 1941 : non attribué. Cette chaire est alors renommée en chimie appliquée aux corps organisés.
            - Chimie appliquée aux corps organisés
              - 1941 à 1957 : Charles Sannié.
              - 1958 à 1967 : Charles Mentzer.
              - 1968 : non attribuée.
              - 1969 à 1989 : Darius Molho.
              - Après 1989 et jusqu'au décret du 7 octobre 2001 : non attribuée.

- Chimie générale
  - 1793 à 1809 : Antoine-François Fourcroy.
  - 1809 à 1811 : non attribué.
  - 1811 à 1832 : André Laugier.
  - 1832 à 1850 : Joseph Louis Gay-Lussac. Cette chaire est alors renommée en chimie appliquée aux corps inorganiques.
    - Chimie appliquée aux corps inorganiques
      - 1850 à 1892 : Edmond Frémy. Cette chaire est alors supprimée.

- Botanique à la campagne
  - 1793 à 1826 : Antoine-Laurent de Jussieu.
  - 1826 à 1853 : Adrien de Jussieu. Cette chaire est alors supprimée et est remplacée par une chaire de Paléontologie.

- Botanique dans le muséum
  - 1793 à 1833 : René Desfontaines.
  - 1833 à 1857 : Adolphe Brongniart. Cette chaire est alors renommée en botanique et physiologie végétale.
    - Botanique et physiologie végétale
      - 1857 à 1874 : Adolphe Brongniart. Cette chaire est alors renommée en botanique, organographie et physiologie végétale.
        - Botanique, organographie et physiologie végétale
          - 1874 à 1876 : Adolphe Brongniart.
          - 1876 à 1879 : non attribuée.
          - 1879 à 1914 : Philippe Van Tieghem.
          - 1914 à 1918 : non attribuée.
          - 1919 à 1932 : Julien Costantin.
          - 1933 : non attribué. Cette chaire est alors renommée en anatomie comparée des végétaux actuels et fossiles et est supprimée en 1934. Il est restauré en 1937.
            - Anatomie comparée des végétaux actuels et fossiles
              - 1938 à 1944 : Paul Bertrand.
              - 1945 à 1958 : Auguste Loubière. Cette chaire est alors transformée en physique végétale.

    - Physique végétale
      - 1857 à 1897 : Georges Ville.
      - 1898 à 1925 : Léon Maquenne.
      - 1926 à 1931 : Marc Bridel.
      - 1931 à 1934 : non attribué. Cette chaire est alors supprimée. Elle est restaurée en 1959.
      - 1959 à 1960 : Pierre Donzelot.
      - 1961 à 1962 : Charles Sadron. Cette chaire est alors renommée en biophysique.
        - Biophysique
          - 1962 à 1975 : Charles Sadron.
          - 1976 à 2001 : Claude Hélène.

- Botanique (classification et familles naturelles)
  - 1874 à 1905 : Édouard Bureau. Après la création de la chaire botanique (classification et familles naturelles de cryptogames), cette chaire est réduite aux phanérogames.
    - Botanique (classification et familles naturelles de phanérogames)
      - 1906 à 1931 : Paul Henri Lecomte.
      - 1931 à 1933 : Jean-Henri Humbert. Cette chaire est alors renommée phanérogamie.
        - Phanérogamie
          - 1933 à 1957 : Jean-Henri Humbert.
          - 1958 à 1968 : André Aubréville.
          - 1969 à 1985 : Jean-François Leroy.
          - 1986 à 2001 : Philippe Morat.

    - Botanique (classification et familles naturelles de cryptogames)
      - 1905 à 1931 : Louis Mangin.
      - 1932 à 1932 : Pierre Allorge. Cette chaire est alors renommée cryptogamie.
        - Cryptogamie
          - 1933 à 1944 : Pierre Allorge.
          - 1945 à 1973 : Roger Heim.
          - 1974 : non attribuée.
          - 1975 à 1982 : Suzanne Jovet-Ast.
          - Après 1982 et jusqu'au décret du 7 octobre 2001 : non attribuée.

- Culture (agriculture et culture des Jardins, des arbres fruitiers et des bois)
  - 1793 à 1824 : André Thouin.
  - 1825 à 1828 : Louis-Augustin Bosc d’Antic.
  - 1828 à 1850 : Charles-François Brisseau de Mirbel.
  - 1850 à 1882 : Joseph Decaisne.
  - 1883 : non attribuée.
  - 1884 à 1901 : Maxime Cornu.
  - 1901 à 1919 : Julien Costantin.
  - 1920 à 1932 : Désiré Bois.
  - 1932 à 1956 : André Guillaumin.
  - 1956 à 1956 : non attribuée. Cette chaire est alors renommée en Biologie végétale appliquée.
    - Biologie végétale appliquée
      - 1961 à 1985 : Jean-Louis Hamel.
      - 1987 à 2001 : Henri Couderc.

- Écologie et protection de la nature
  - 1955 à 1958 : Georges Kuhnholtz-Lordat. Cette chaire est alors renommée Écologie générale.
    - Écologie générale.
      - 1960 à 1962 : Paul Remy.
      - 1963 à 1983 : Claude Delamare-Deboutteville. Cette chaire est alors transformée en Service pour la Conservation de la nature dont le premier responsable sera Georges Tendron assisté par François Terrasson.

- Zoologie (quadrupèdes, cétacés, oiseaux, reptiles, poissons)
  - 1793 à 1794 : Étienne Geoffroy Saint-Hilaire. Elle est subdivisée en deux chaires :
    - Zoologie (mammifères et oiseaux)
      - 1794 à 1841 : Étienne Geoffroy Saint-Hilaire.
      - 1841 à 1861 : Isidore Geoffroy Saint-Hilaire.
      - 1862 à 1876 : Henri Milne Edwards.
      - 1876 à 1900 : Alphonse Milne-Edwards.
      - 1900 à 1906 : Émile Oustalet.
      - 1906 à 1926 : Édouard Trouessart.
      - 1926 à 1947 : Édouard Bourdelle.
      - 1948 : non attribuée.
      - 1949 à 1962 : Jacques Berlioz.
      - 1963 : non attribuée.
      - 1964 à 1985 : Jean Dorst.
      - Après 1985 : non attribuée.

    - Zoologie (reptiles et poissons)
      - 1795 à 1825 : Lacépède. 1825 est la date de la mort de Lacépède mais en réalité Duméril le remplace dès 1803 car Lacépède, occupé par ses fonctions politiques, abandonne son professorat.
      - 1825 à 1857 : André Marie Constant Duméril.
      - 1857 à 1870 : Auguste Duméril.
      - 1870 à 1875 : Émile Blanchard qui occupe la chaire de façon transitoire.
      - 1875 à 1909 : Léon Vaillant.
      - 1910 à 1937 : Louis Roule.
      - 1937 à 1943 : Jacques Pellegrin.
      - 1944 à 1956 : Léon Bertin.
      - 1957 à 1975 : Jean Guibé. Cette chaire est alors partagée : les poissons sont transférés à la chaire de dynamiques des populations aquatiques et devient la chaire d'ichtyologie générale et appliquée. Cette chaire est alors rebaptisée Zoologie (reptiles et amphibiens).
        - Zoologie (reptiles et amphibiens)
          - 1977 à 1998 : Édouard-Raoul Brygoo.
          - Après 1998 et jusqu'au décret du 7 octobre 2001 : non attribuée.

        - Dynamique des populations aquatiques
          - 1975 : Jacques Daget. Cette chaire est alors renommée en Ichtyologie générale et appliquée.
            - Ichtyologie générale et appliquée
              - 1976 à 1984 : Jacques Daget.
              - Après 1985 et jusqu'au décret du 7 octobre 2001 : non attribuée, mais dirigée de facto par Marie-Louise Bauchot.

- Zoologie (insectes, vers et animaux microscopiques)[7]
  - 1793 à 1829 : Jean-Baptiste de Lamarck. À sa mort, cette chaire est subdivisée en deux chaires :
    - Histoire naturelle des crustacés, des arachnides et des insectes ou animaux articulés
      - 1830 à 1833 : Pierre André Latreille.
      - 1833 à 1841 : Victor Audouin.
      - 1841 à 1862 : Henri Milne Edwards.
      - 1864 à 1894 : Émile Blanchard.
      - 1895 à 1917 : Louis Bouvier. Cette chaire est alors restreinte aux seuls insectes et est rebaptisé entomologie.
        - Entomologie
          - 1917 à 1931 : Louis Bouvier.
          - 1931 à 1950 : René Jeannel.
          - 1951 à 1955 : Lucien Chopard.
          - 1956 à 1960 : Eugène Séguy.
          - 1961 : non attribuée.
          - 1962 à 1963 : Alfred Balachowsky. Cette chaire est alors renommée entomologie générale et appliquée.
            - Entomologie générale et appliquée
              - 1963 à 1974 : Alfred Balachowsky.
              - 1975 à 1987 : Jacques Carayon.
              - 1987 à 2000 : Claude Caussanel.
              - 2000 à 2001 : Loïc Matile.

    - Histoire naturelle des mollusques, des vers et des zoophytes
      - 1830 à 1832 : Henri-Marie Ducrotay de Blainville.
      - 1832 à 1865 : Achille Valenciennes.
      - 1865 à 1869 : Henri de Lacaze-Duthiers.
      - 1869 à 1875 : Gérard-Paul Deshayes.
      - 1876 à 1903 : Edmond Perrier.
      - 1903 à 1917 : Louis Joubin. Cette chaire est alors restreinte aux mollusques et aux « zoophytes » et est rebaptisée malacologie.
        - Malacologie
          - 1917 à 1935 : Louis Joubin.
          - 1935 à 1942 : Louis Germain.
          - 1943 à 1970 : Édouard Fischer-Piette. Puis cette chaire disparaît, englobée dans celle de biologie des invertébrés marins.
            - Biologie des invertébrés marins
              - 1966 à 2001 : Claude Lévi.

    - Zoologie (vers et crustacés)
      - 1917 à 1937 : Charles Gravier.
      - 1938 à 1954 : Louis Fage.
      - 1955 à 1955 : Max Vachon. La zoologie des vers est alors séparée de celle des arthropodes : la chaire de zoologie (arachnologie, carcinologie, myriapodologie) est créée.
        - Zoologie (vermiologie)
          - 1960 à 1978 : Alain Chabaud.

        - Zoologie (arachnologie, carcinologie, myriapodologie)
          - 1960 à 1978 : Max Vachon.
          - 1979 à 2001 : Yves Coineau.

- Entomologie agricole coloniale
  - 1942 à 1958 : Paul Vayssière. Cette chaire est alors renommée en entomologie agricole tropicale.
    - Entomologie agricole tropicale
      - 1958 à 1960 : Paul Vayssière. Cette chaire est englobée dans celle d’entomologie générale et appliquée.

- Ethnobiologie
  - 1966 à 1998 : Raymond Pujol. Cette chaire est englobée dans le département « Homme et environnement ».

- Éthologie des animaux sauvages : chaire créée par décret du 17 décembre 1933 pour gérer la ménagerie du Jardin des plantes et le parc zoologique de Vincennes ouvert le 2 juin 1934.
  - 1934 à 1946 : Achille Urbain.
  - 1946 à 1979 : Jacques Nouvel.
    - Éthologie et conservation des espèces animales
      - 1979 à 1989 : François Doumenge.
      - 1989 à 1995 : Jean-Jacques Petter.
      - 1995 à 2001 : Maryvonne Leclerc-Cassan[8].

    - À la suite du décret du 7 octobre 2001 cette chaire est englobée dans le nouveau Département des Parcs botaniques et zoologiques dont les directeurs ont été :
      - 2001 à 2004 : Marie-Claude Bomsel.
      - Depuis 2004 : Jacques Rigoulet.

- Minéralogie
  - 1793 à 1800 : Louis Jean-Marie Daubenton.
  - 1800 à 1802 : Déodat Gratet de Dolomieu.
  - 1802 à 1822 : René Just Haüy.
  - 1822 à 1847 : Alexandre Brongniart.
  - 1847 à 1857 : Armand Dufrénoy.
  - 1857 à 1876 : Gabriel Delafosse.
  - 1876 à 1892 : Alfred Des Cloizeaux.
  - 1893 à 1936 : Alfred Lacroix.
  - 1937 à 1967 : Jean Orcel.
  - 1968 à 1980 : Jacques Fabriès.
  - Après 1980 et jusqu'au décret du 7 octobre 2001 : non attribuée.

- Géologie
  - 1793 à 1819 : Barthélemy Faujas de Saint-Fond.
  - 1819 à 1861 : Louis Cordier.
  - 1861 à 1891 : Auguste Daubrée.
  - 1892 à 1919 : Stanislas Meunier.
  - 1920 : non attribuée.
  - 1921 à 1940 : Paul Lemoine.
  - 1941 à 1962 : René Abrard.
  - 1963 à 1980 : Robert Laffitte.
  - 1980 à 1991 : Lucien Leclaire.

- Paléontologie.
  - 1853 à 1857 : Alcide Dessalines d'Orbigny (1802-1857).
  - 1857 à 1861 : non attribuée.
  - 1861 à 1868 : Adolphe d’Archiac Desmier de Saint-Simon (1802-1868).
  - 1869 à 1871 : Édouard Lartet (1801-1871).
  - 1872 à 1902 : Albert Gaudry (1827-1908).
  - 1903 à 1936 : Marcellin Boule (1861-1942).
  - 1936 à 1955 : Camille Arambourg (1885-1969).
  - 1956 à 1981 : Jean-Pierre Lehman (1914-1981)
  - 1982 à 1996 : Philippe Taquet (1940-)
  - Après 1996 et jusqu'au décret du 7 octobre 2001 : non attribuée.

- Préhistoire
  - 1962 à 1978 : Lionel Balout (1907-1992).
  - 1979 : non attribuée.
  - 1980 à 2001 : Henry de Lumley (1934-).

- Physique appliquée aux sciences naturelles
  - 1838 à 1877 : Antoine-César Becquerel.
  - 1878 à 1891 : Edmond Becquerel.
  - 1892 à 1908 : Henri Becquerel.
  - 1909 à 1948 : Jean Becquerel.
  - 1949 à 1977 : Yves Le Grand. Puis cette chaire disparaît, englobée dans celle de Physico-chimie de l'adaptation biologique.

- Iconographie naturelle ou de l'art de dessiner et de peindre toutes les choses de la nature
  - 1793 à 1822 Gérard van Spaendonck. Cette chaire est alors supprimée. Les cours de dessin continueront cependant, et divers services vont organiser l'interface entre science, art, présentation au public et conception de documents didactiques:
    - Service pédagogique (dont le premier responsable a été François Lapoix, puis Michel Van Praët, auquel a succédé Éliane Paroissien) ;
    - Service national de Muséologie : Francis Petter, Yves Laissus, Geneviève Meurgues, André Langaney, Yves Girault, Patrick Blandin, Michel Van Praët ;
    - Cellule de préfiguration de la grande galerie de l'Évolution (composée de Fabienne Galangau-Quérat, Jacques Maigret, Geneviève Meurgues, Florence Raulin-Cerceau et Michel Van Praët[9], muséologues accompagnés dans leurs réflexion par Francis Petter, Patrick Blandin[10], Philippe Janvier[11] et Yves Girault[12], aidés dans leur tâche par les trois taxidermistes du Muséum : Christophe Gottini, Franz Jullien et Jack Thiney aidés d'un taxidermiste privé, Yves Walter).

- Depuis le décret du 7 octobre 2001, les chaires ont été remplacées par quatre "directions transversales" qui ont pour objet d'organiser la conservation du patrimoine, la formation à la recherche et la diffusion des connaissances :
  - Direction des collections ;
  - Direction des bibliothèques et de la documentation ;
  - Direction de l’enseignement, de la pédagogie et des formations ;
  - Direction de la diffusion, de la communication, de l'accueil et des partenariats ; cette dernière comporte trois départements de diffusion :
    - département des Galeries ;
    - département des Parcs botaniques et zoologiques ;
    - département du Musée de l'Homme.